# Hans Mühlethaler

Hans Mühlethaler ( Langnau bei Zollbrück, comunidad de Lauperswil, Cantón de Berna, 9 de julio de 1930 / Berna , Suiza , 17 de septiembre de 2016) fue un escritor y dramaturgo suizo. Su obra de teatro absurdo An der Grenze (“en la frontera”) fue estrenado en el Schauspielhaus Zürich en 1963. De 1971 a 1987 fue secretario de la asociación de escritores grupo de Olten, y contribuyó así a la política cultural de Suiza. Sus novelas críticas las publicó en el Editorial Zytglogge, entre otros. En sus libros La Conciencia (2006) y La Evolución y la mortalidad (2010), Mühlethaler desarrolla una “ética evolucionaria”, inspirada en el cognitivismo realista. Falleció en Berna el 17 de septiembre de 2016